# Protoptila georgiana
Protoptila georgiana är en nattsländeart som beskrevs av Donald G. Denning 1948. Protoptila georgiana ingår i släktet Protoptila och familjen stenhusnattsländor. Inga underarter finns listade i Catalogue of Life.